# جيسيكا غرين
جيسيكا غرين (بالإنجليزية: Jessica Green)‏ هي عارضة وممثلة أسترالية، ولدت في 11 فبراير 1993 في تاسمانيا في أستراليا.

## وصلات خارجية
- جيسيكا غرين على موقع IMDb (الإنجليزية)
- جيسيكا غرين على موقع قاعدة بيانات الفيلم (الإنجليزية)